# Amicia
Amicia je biljni rod iz porodice mahunarki raširen (uz prekide) od Meksika do Argentine. Postoje 7 priznatih vrsta, trajnice ili grmovi; A. zygomeris DC. je atraktivna ukrasna biljka.

## Vrste
1. Amicia andicola (Griseb.) Harms
2. Amicia fimbriata Harms
3. Amicia glandulosa Kunth
4. Amicia lobbiana Benth. ex Rusby
5. Amicia medicaginea Griseb.
6. Amicia micrantha Harms
7. Amicia zygomeris DC.

## Sinonimi
- Zygomeris DC.